# A People with One Heart
A People with One Heart è un disco di Michael Pinder, tastierista e voce del gruppo rock inglese dei Moody Blues, pubblicato nel 1996.

## Tracce
1. John Jeremy Colton
2. The Gifts Of Wali Dad
3. I Wish I Were A Butterfly
4. Brother Eagle, Sister Sky
5. The Little Blue Ball
6. Tsubu, The Little Snail
7. Dream Feather